# Sabellaria bella
Sabellaria bella är en ringmaskart som först beskrevs av Grube 1870.  Sabellaria bella ingår i släktet Sabellaria och familjen Sabellariidae. Inga underarter finns listade i Catalogue of Life.